# Кросинг
Кро́синг, Повітряний міст (рос. кроссинг, воздушный мост, англ. crossing, air-bridge, нім. Wetterbrücke f) — підземна вентиляційна споруда для розділення повітряних струменів, що перетинаються.
Бувають трубчасті, у вигляді перекидного мосту та обхідної виробки.